# 1 000 kilomètres de Spa 1983
Navigation
Édition précédente Édition suivante
Les 1 000 kilomètres de Spa 1983 (officiellement appelé le  Trophee Diners Club / 1000 km de Spa-Francorchamps ), disputées le 4 septembre 1983 sur le Circuit de Spa-Francorchamps, ont été la quinzième édition de cette épreuve et la cinquième manche du Championnat du monde des voitures de sport 1983 et du Championnat d'Europe des voitures de sport 1983.

## La course

### Classement de la course
Voici le classement officiel au terme de la course,,.
- Les premiers de chaque catégorie du championnat du monde sont signalés par un fond jaune.
- Pour la colonne Pneus, il faut passer le curseur au-dessus du modèle pour connaître le manufacturier de pneumatiques.
- Les voitures ne réussissant pas à parcourir 75% de la distance du gagnant sont non classées (NC).

| Pos  | Classe | no | Écurie                               | Pilotes                                              | Châssis                                      | Pneus | Tours | Temps               |
| Pos  | Classe | no | Écurie                               | Pilotes                                              | Moteur                                       | Pneus | Tours | Temps               |
| ---- | ------ | -- | ------------------------------------ | ---------------------------------------------------- | -------------------------------------------- | ----- | ----- | ------------------- |
| 1    | C      | 1  | Rothmans Porsche                     | Jochen Mass Jacky Ickx                               | Porsche 956                                  | D     | 144   | 5 h 44 min 33 s 520 |
| 1    | C      | 1  | Rothmans Porsche                     | Jochen Mass Jacky Ickx                               | Porsche Type-935 2,6 l Flat-6 Turbo          | D     | 144   | 5 h 44 min 33 s 520 |
| 2    | C      | 2  | Rothmans Porsche                     | Derek Bell Stefan Bellof                             | Porsche 956                                  | D     | 144   | + 1 min 3 s 020     |
| 2    | C      | 2  | Rothmans Porsche                     | Derek Bell Stefan Bellof                             | Porsche Type-935 2,6 l Flat-6 Turbo          | D     | 144   | + 1 min 3 s 020     |
| 3    | C      | 11 | John Fitzpatrick Racing              | John Fitzpatrick David Hobbs                         | Porsche 956                                  | G     | 139   | + 5 tours           |
| 3    | C      | 11 | John Fitzpatrick Racing              | John Fitzpatrick David Hobbs                         | Porsche Type-935 2,6 l Flat-6 Turbo          | G     | 139   | + 5 tours           |
| 4    | C      | 33 | Brun Motorsport                      | Hans-Joachim Stuck Harald Grohs Walter Brun          | Porsche 956                                  | D     | 138   | + 6 tours           |
| 4    | C      | 33 | Brun Motorsport                      | Hans-Joachim Stuck Harald Grohs Walter Brun          | Porsche Type-935 2,6 l Flat-6 Turbo          | D     | 138   | + 6 tours           |
| 5    | C      | 18 | Boss Obermaier Racing                | Axel Plankenhorn (de) Jürgen Lässig Hervé Regout     | Porsche 956                                  | D     | 136   | + 8 tours           |
| 5    | C      | 18 | Boss Obermaier Racing                | Axel Plankenhorn (de) Jürgen Lässig Hervé Regout     | Porsche Type-935 2,6 l Flat-6 Turbo          | D     | 136   | + 8 tours           |
| 6    | C      | 6  | Euro TV Mirabella Racing             | Paolo Barilla Giorgio Francia                        | Lancia LC2                                   | ?     | 134   | + 10 tours          |
| 6    | C      | 6  | Euro TV Mirabella Racing             | Paolo Barilla Giorgio Francia                        | Ferrari 263C 2,6 l V8 Turbo                  | ?     | 134   | + 10 tours          |
| 7    | C      | 4  | Martini Lancia                       | Riccardo Patrese Teo Fabi                            | Lancia LC2                                   | D     | 132   | + 12 tours          |
| 7    | C      | 4  | Martini Lancia                       | Riccardo Patrese Teo Fabi                            | Ferrari 263C 2,6 l V8 Turbo                  | D     | 132   | + 12 tours          |
| 8    | C      | 15 | New Man Joest Racing                 | Dieter Schornstein Jean-Michel Martin "John Winter"  | Porsche 936C                                 | D     | 127   | + 17 tours          |
| 8    | C      | 15 | New Man Joest Racing                 | Dieter Schornstein Jean-Michel Martin "John Winter"  | Porsche Type-935 2,6 l Flat-6 Turbo          | D     | 127   | + 17 tours          |
| 9    | C      | 14 | GTi Engineering / Canon Racing       | Jan Lammers Thierry Boutsen                          | Porsche 956                                  | D     | 127   | + 17 tours          |
| 9    | C      | 14 | GTi Engineering / Canon Racing       | Jan Lammers Thierry Boutsen                          | Porsche Type-935 2,6 l Flat-6 Turbo          | D     | 127   | + 17 tours          |
| 10   | C      | 56 | Kannacher GT Racing W.J. Schafer     | Bruno Sotty Valentin Bertapelle (pl) Gérard Cuynet   | URD C81                                      | D     | 121   | + 23 tours          |
| 10   | C      | 56 | Kannacher GT Racing W.J. Schafer     | Bruno Sotty Valentin Bertapelle (pl) Gérard Cuynet   | BMW M88/1 3,5 l I6 Atmo                      | D     | 121   | + 23 tours          |
| 11   | C      | 5  | Martini Lancia                       | Piercarlo Ghinzani Teo Fabi Michele Alboreto         | Lancia LC2                                   | D     | 118   | + 26 tours          |
| 11   | C      | 5  | Martini Lancia                       | Piercarlo Ghinzani Teo Fabi Michele Alboreto         | Ferrari 263C 2,6 l V8 Turbo                  | D     | 118   | + 26 tours          |
| 12   | B      | 89 | Team Castrol                         | Jens Winther David Mercer Frank Jelinski             | BMW M1                                       | D     | 118   | + 26 tours          |
| 12   | B      | 89 | Team Castrol                         | Jens Winther David Mercer Frank Jelinski             | BMW M88/1 3,5 l I6 Atmo                      | D     | 118   | + 26 tours          |
| 13   | B      | 93 | Charles Ivey Racing                  | John Cooper Paul Smith (en) David Ovey               | Porsche 930                                  | A     | 111   | + 33 tours          |
| 13   | B      | 93 | Charles Ivey Racing                  | John Cooper Paul Smith (en) David Ovey               | Porsche Type-930 3,3 l Flat-6 Turbo          | A     | 111   | + 33 tours          |
| 14   | C Jr.  | 62 | Manns Racing                         | David Palmer Roy Baker                               | Harrier RX83C                                | A     | 109   | + 35 tours          |
| 14   | C Jr.  | 62 | Manns Racing                         | David Palmer Roy Baker                               | Mazda 13B 1,3 l 2-Rotor Turbo                | A     | 109   | + 35 tours          |
| 15   | B      | 91 | Edgar Dören                          | Jürgen Hamelmann (de) Alexandre Yvon                 | Porsche 930                                  | ?     | 107   | + 37 tours          |
| 15   | B      | 91 | Edgar Dören                          | Jürgen Hamelmann (de) Alexandre Yvon                 | Porsche Type-930 3,3 l Flat-6 Turbo          | ?     | 107   | + 37 tours          |
| 16   | B      | 98 | East Belgian Racing Team             | Peter Reuter Anton Hüweller Bruno Beilcke            | Porsche 930                                  | ?     | 106   | + 38 tours          |
| 16   | B      | 98 | East Belgian Racing Team             | Peter Reuter Anton Hüweller Bruno Beilcke            | Porsche Type-930 3,3 l Flat-6 Turbo          | ?     | 106   | + 38 tours          |
| NC   | B      | 96 | Michel Lateste (de)                  | Michel Lateste (de) Michel Bienvault                 | Porsche 930                                  | M     |       |                     |
| NC   | B      | 96 | Michel Lateste (de)                  | Michel Lateste (de) Michel Bienvault                 | Porsche Type-930 3,3 l Flat-6 Turbo          | M     |       |                     |
| Abd. | C      | 39 | Viscount Downe - Pace Petroleum (en) | Ray Mallock Mike Salmon (en)                         | Nimrod NRA/C2B                               | A     | 109   | Moteur              |
| Abd. | C      | 39 | Viscount Downe - Pace Petroleum (en) | Ray Mallock Mike Salmon (en)                         | Aston Martin - DP1229 Tickford 5,3 l V8 Atmo | A     | 109   | Moteur              |
| Abd. | C      | 12 | New Man Joest Racing                 | Volkert Merl Hans Heyer Bob Wollek                   | Porsche 956                                  | D     | 90    | Suspension          |
| Abd. | C      | 12 | New Man Joest Racing                 | Volkert Merl Hans Heyer Bob Wollek                   | Porsche Type-935 2,6 l Flat-6 Turbo          | D     | 90    | Suspension          |
| Abd. | C      | 21 | Porsche Kremer Racing                | Derek Warwick Franz Konrad                           | Porsche 956                                  | G     | 45    | Moteur              |
| Abd. | C      | 21 | Porsche Kremer Racing                | Derek Warwick Franz Konrad                           | Porsche Type-935 2,6 l Flat-6 Turbo          | G     | 45    | Moteur              |
| Abd. | B      | 92 | Georg Memminger (de)                 | Georg Memminger (de) Heinz Kuhn-Weiss (de)           | Porsche 930                                  | D     | 44    | Perte de roue       |
| Abd. | B      | 92 | Georg Memminger (de)                 | Georg Memminger (de) Heinz Kuhn-Weiss (de)           | Porsche Type-930 3,3 l Flat-6 Turbo          | D     | 44    | Perte de roue       |
| Abd. | C      | 43 | Jägermeister Ford Zakspeed Team      | Klaus Ludwig Klaus Niedzwiedz                        | Zakspeed C1/4                                | G     | 30    | Boite de vitesses   |
| Abd. | C      | 43 | Jägermeister Ford Zakspeed Team      | Klaus Ludwig Klaus Niedzwiedz                        | Ford Zakspeed 1,9 l I4 Turbo                 | G     | 30    | Boite de vitesses   |
| Abd. | C      | 34 | Cheetah Car                          | Jean-Pierre Jaussaud Loris Kessel Laurent Ferrier    | Cheetah G603 (en)                            | ?     | 26    | Moteur              |
| Abd. | C      | 34 | Cheetah Car                          | Jean-Pierre Jaussaud Loris Kessel Laurent Ferrier    | Ford Cosworth DFL 4,0 l V8 Atmo              | ?     | 26    | Moteur              |
| Abd. | B      | 90 | Racing Team Jürgensen GmbH           | Edgar Dören Hans Christian Jürgensen Helmut Gall     | BMW M1                                       | D     | 20    | Suspension          |
| Abd. | B      | 90 | Racing Team Jürgensen GmbH           | Edgar Dören Hans Christian Jürgensen Helmut Gall     | BMW M88/1 3,5 l I6 Atmo                      | D     | 20    | Suspension          |
| Abd. | C Jr.  | 63 | Vesuvio Racing SRL                   | Carlo Facetti Martino Finotto                        | Alba AR2 (de)                                | P     | 16    | Moteur              |
| Abd. | C Jr.  | 63 | Vesuvio Racing SRL                   | Carlo Facetti Martino Finotto                        | Giannini Carma FF 1,9 l I4 Turbo             | P     | 16    | Moteur              |
| Abd. | B      | 97 | Probst & Mentel                      | Helge Probst Knuth Mentel Norbert Haug               | Porsche 928S                                 | ?     | 13    | Moteur              |
| Abd. | B      | 97 | Probst & Mentel                      | Helge Probst Knuth Mentel Norbert Haug               | Porsche 4,7 l V8 Atmo                        | ?     | 13    | Moteur              |
| Abd. | C      | 8  | Marlboro Joest Racing                | Bob Wollek Stefan Johansson                          | Porsche 956                                  | D     | 6     | Accident            |
| Abd. | C      | 8  | Marlboro Joest Racing                | Bob Wollek Stefan Johansson                          | Porsche Type-935 2,6 l Flat-6 Turbo          | D     | 6     | Accident            |
| Abd. | C      | 57 | Kannacher GT Racing W.J. Schafer     | Walter Lechner Jürgen Kannacher (de) Wolfgang Boller | URD C83                                      | D     | 0     | Boite de vitesses   |
| Abd. | C      | 57 | Kannacher GT Racing W.J. Schafer     | Walter Lechner Jürgen Kannacher (de) Wolfgang Boller | Porsche Type-935 3,0 l Flat-6 Turbo          | D     | 0     | Boite de vitesses   |
| Np.  | C      | 22 | Porsche Kremer Racing                | Huub Rothengatter Kees Kroesemeijer (de)             | Porsche CK5                                  | G     |       | Accident            |
| Np.  | C      | 22 | Porsche Kremer Racing                | Huub Rothengatter Kees Kroesemeijer (de)             | Porsche Type-935 2,9 l Flat-6 Turbo          | G     |       | Accident            |

## Pole position et record du tour
- Pole position :  Jacky Ickx (#1 Rothmans Porsche) en 2 min 09 s 300
- Meilleur tour en course :  Stefan Bellof (#2 Rothmans Porsche) en 2 min 14 s 110

## À noter
- Longueur du circuit : 6,949 km
- Distance parcourue par les vainqueurs : 1 000,656 km